# 沙振权
沙振权（1955年—），上海人，汉族，中华人民共和国政治人物、第十一届全国人民代表大会广东地区代表。
毕业于香港城市大学营销学专业。加入民革。担任华南理工大学工商管理学院副院长.2008年起担任全国人大代表。